# Behxhet Shapati
Behxhet Shapati (1875. – 1950.), albanski teolog, osmi po redu veliki muftija Muslimanske zajednice Albanije. 
U periodu u kojem je vodio Muslimansku zajednicu Albanije, bio je vrlo aktivan ne samo administrativno, već je i učestvovao u tadašnjim tiskovnim raspravama. Tekstove je objavljivao u časopisima Muslimanske zajednice Albanije "Zani i Naltë", zatim u "Kultura Islame". Svoje sporne tekstove objavljivao je u novinama "Demokratia" i "Dajti".

## Vanjske poveznice
- Behxhet Shapati  Arhivirana inačica izvorne stranice od 13. srpnja 2020. (Wayback Machine)